# Franklin Six
Franklin Six (Ploegsteert, 29 december 1996) is een voormalig Belgisch wielrenner.

## Carrière
In 2016 werd Six achtste in de door Konrad Geßner gewonnen beloftenversie van de Rund um den Finanzplatz Eschborn-Frankfurt. Een jaar later werd hij, achter Jordi Van Dingenen, tweede in het nationale kampioenschap op de weg voor beloften.
In 2018 werd Six prof bij WB Aqua Protect Veranclassic.

## Resultaten in voornaamste wedstrijden
| Jaar | Gent-Wevelgem | Parijs-Tours |
| ---- | ------------- | ------------ |
| 2019 | 78e           | 59e          |

## Ploegen
- 2015 –  Color Code-Aquality Protect
- 2016 –  Color Code-Arden'Beef
- 2017 –  AGO-Aqua Service
- 2018 –  WB Aqua Protect Veranclassic
- 2019 –  Wallonie-Bruxelles
- 2020 –  Bingoal-Wallonie Bruxelles

Arimont · Baude · G. De Winter · H. De Winter · Debuy · Goebeert · Loy · Molly · Moniquet · Mortier · Palm · Pestiaux · Petit · Six · Taminiaux · Tasset · Moncassin (stagiair) · Vahtra (stagiair)
De Winter · Dehaes · Delfosse · Deruette · Duquennoy · Habeaux · Ista · Jules · Kirsch · Lietaer · Masson · Mortier · Peyskens · Robeet · Six · Spengler · Stassen · Vantomme · Warnier
Dehaes · Ista · Jules · Liepiņš · Lietaer · Molly · Mortier · Nõmmela · Paasschens · Peyskens · Planckaert · Robeet · Six · Spengler (t/m 10 oktober) · Taminiaux · T. Wirtgen · Castrique (stagiair) · Huys (stagiair) · Paquot (stagiair) · L. Wirtgen (stagiair)
Castrique · De Bie · Huys · Ista · Lietaer · Livyns · Molly · Mortier · Nõmmela · Paasschens · Peyskens · Planckaert · Robeet · Six · Suter · Taminiaux · Vallée · Vanendert · L. Wirtgen · T. Wirtgen